# Flora Gomes
Pour les articles homonymes, voir Gomes.

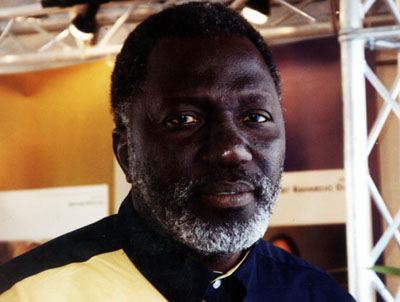
Le réalisateur Flora Gomes

Flora Gomes est un réalisateur bissau-guinéen, né le 31 décembre 1949 à Cadique, Guinée-Bissau. Formé à l'Institut cubain des arts et de l'industrie cinématographiques (ICAIC) de Cuba, puis au Sénégal au contact du cinéaste Paulin Soumanou Vieyra, Flora Gomes est l'un des principaux cinéastes de l'Afrique lusophone.

## Biographie
Flora Gomes, né de parents pauvres, illettrés, grandit alors que la Guinée Bissau subit le régime autoritaire du dictateur portugais Salazar. Flora Gomes soutient le mouvement de libération national conduit par Amilcar Cabral. Il quitte ensuite le pays pour étudier le cinéma à l'ICAIC à Cuba sous la direction du réalisateur cubain Santiago Alvarez. De retour en Guinée-Bissau, il travaille avec Chris Marker sur son film Sans soleil. Il réalise ensuite des documentaires, des reportages et deux courts métrages La Reconstruction et Anos no oça luta. 
Il réalise, en 1987 son premier long métrage, Mortu Nega. Ce film dépeint les derniers moments de la lutte de son pays pour la liberté, et les défis de l'indépendance nouvelle ; Mortu Nega est projeté au Festival de Venise 1988. Il réalise ensuite, en 1992, Les Yeux bleus de Yonta, puis Po di sangui, qui est présenté en sélection officielle au Festival de Cannes 1996 

Alors qu'il pourrait choisir de travailler à l'étranger, malgré les difficultés qu'il rencontre pour produire ces films en Guinée-Bissau, Flora Gomes continue à vivre et à travailler dans son pays. En 2001, il tourne au Cap-Vert une comédie musicale, sur une musique de Manu Dibango, Nha fala. Il a réalisé en 2010 un nouveau long métrage, tourné au Mozambique, La République des enfants.
En France, il a été fait chevalier de l'ordre des Arts et des Lettres en 2000.

## Filmographie

### Longs métrages
- 1988 : Mortu Nega
- 1992 : Les Yeux bleus de Yonta (Udju azul di Yonta)
- 1996 : Po di sangui
- 2002 : Nha Fala
- 2007 : As Duas Faces da Guerra (pt) (Les Deux Visages de la guerre), coréalisé avec Diana Andringa ; long métrage documentaire
- 2010 : La République des enfants